# دین اشتون
دین اشتون (به انگلیسی: Dean Ashton) زادهٔ ۲۴ نوامبر ۱۹۸۳ بازیکن فوتبال اهل انگلستان بود که سابقهٔ بازی در تیم ملی فوتبال انگلستان را در کارنامهٔ خود دارد. وی در تاریخ ۱ ژوئن ۲۰۰۸ تنها بازی ملی خود را در مقابل تیم ملی فوتبال ترینیداد و توباگو انجام داد.